# Cerro San Antonio
Der Cerro San Antonio, auch genannt Cerro del Inglés, ist ein Berg in Uruguay.
Der 130 m hohe Berg befindet sich auf dem Gebiet des Departamento Maldonado in der Stadt Piriápolis. Auf seinem Gipfel, der mittels Sessellift erreichbar ist, befindet sich eine dem Heiligen Antonius geweihte Kirche mit einer aus Mailand stammenden Terrakottafigur des Heiligen.